# Кагоцел

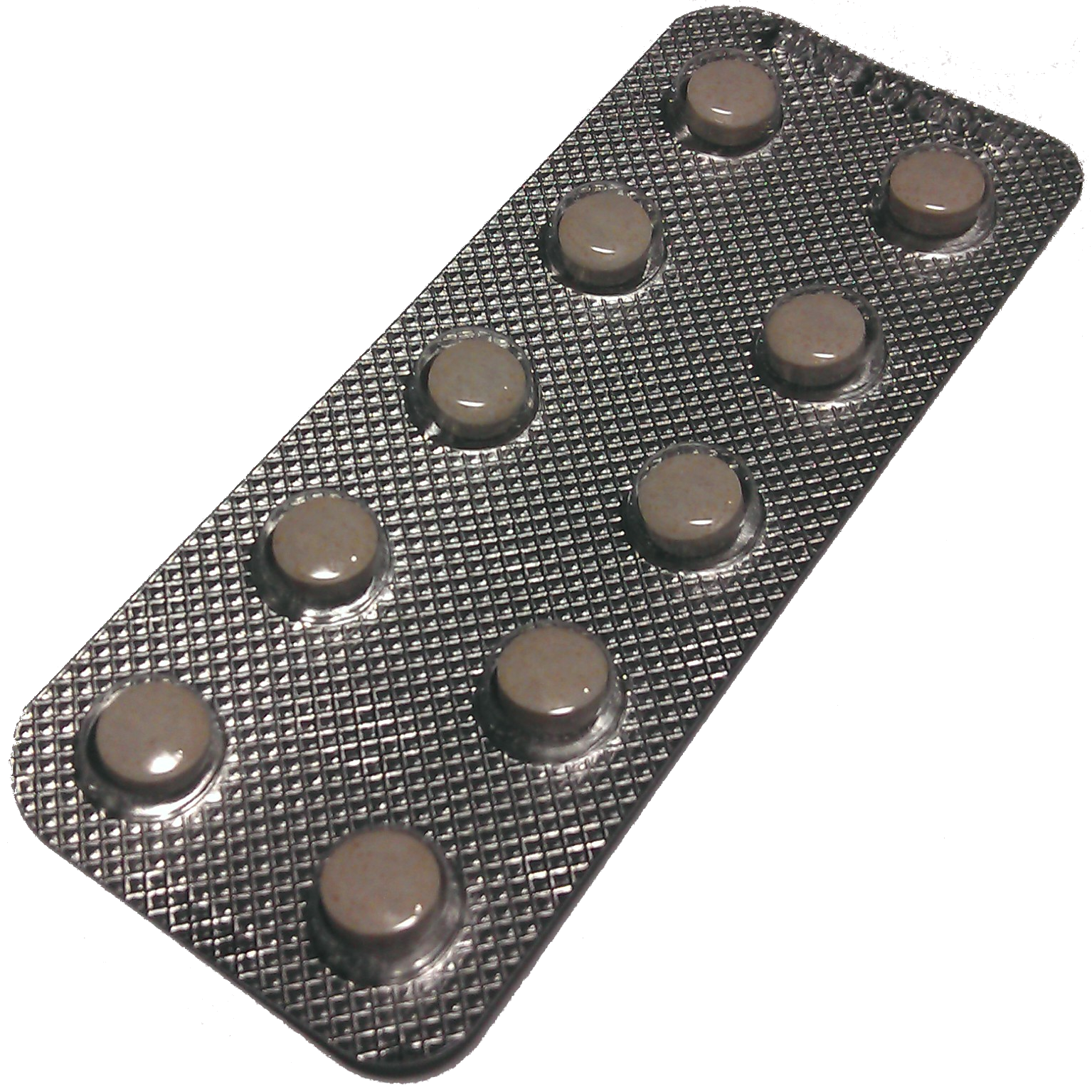
Зовнішній вигляд лікарського засобу.

«Кагоце́л» (англ. Kagocel) — російський лікарський препарат, не зареєстрований в США та Західній Європі.
Відноситься виробником до групи так званих «індукторів інтерферону», що стимулюють в організмі людини продукцію власного інтерферону. Основна діюча речовина — кополімер госіпола (одного з пігментів бавовнику, природного поліфенолу, токсичного у вільному вигляді) з карбоксиметилцелюлозою.
За даними представників Формулярного комітету РАМН і ОСББ, ефективність препарату не доведена. Станом на січень 2019 року подвійних сліпих плацебо-контрольованих випробувань препарату не проводилось. Зокрема, з європейським та американським медичним стандартам та законодавству, він не може бути використаний в медичній практиці. Станом на 2019 рік препарат не згадується в міжнародній анатомо-терапевтичній класифікації (АТС).
Основним механізмом дії «Кагоцел» заявлена здатність індукувати продукцію інтерферону.
Обсяги продажу «Кагоцела» оцінюються більш ніж в 2,5 млрд рублів (2012). Відзначається вкрай активний маркетинг препарату, як серед населення, так і серед медичного персоналу. Зокрема, просуванням препарату займалася Тетяна Голікова під час перебування на посаді федерального міністра охорони здоров'я.
У Росії «Кагоцел» неодноразово включали до «Переліку життєво необхідних і найважливіших лікарських препаратів», зокрема в період з 2010 по 2015 роки. За повідомленнями ЗМІ, входження в перелік, з одного боку, обмежує максимальну вартість препарату, але з другого боку — спрощує процедуру закупівель та дозволяє збільшити обсяг продажів.

## Історія
Препарат розроблений в НДІ епідеміології та мікробіології ім. Н. Ф. Гамалії РАМН під керівництвом академіка Єршова Ф. В. і Нестеренко В. Р. В 2003 р. препарат був зареєстрований під назвою «Кагоцел» (Kagocel).
У 2005 році компанією ТОВ «Ніармедик плюс» було налагоджено виробництво і дистрибуція «Кагоцела» як безрецептурного препарату.
Восени 2011 р. було оголошено про плани «Роснано» і «Ніармедик плюс» створити і запустити до кінця 2013 р. в Обнінську підприємство повного циклу з випуском «Кагоцела» та інших лікарських препаратів. Загальний бюджет проекту оцінювали у більше ніж 4 млрд рублів, включаючи співфінансування з боку «Роснано» в обсязі 1,2 млрд рублів. «Ніармедик плюс» внесла в проект свою інтелектуальну власність: товарні знаки «Кагоцел» (російською та іноземною мовою ), винахід «Протиінфекційний фармацевтичний препарат», винахід «натрієва сіль», винахід «Застосування похідних целюлози». Кожен товарний знак і винахід були оцінені в 511 млн рублів. Однак, вже в грудні 2013 року «Роснано» продало за 2,3 млрд рублів свою частку в компанії «Ніармедик фарма», оскільки у неї не з'явилося інших препаратів, що одержали настільки ж високу рекламну підтримку.
У 2015 році в Обнінську відкрився фармацевтичний завод «Ніармедик фарма».

## Клінічні випробування
Єдині клінічні випробування «Кагоцела» проводилися в 2000—2003 роках НДІ грипу РАМН (С-Петербург), НДІ вірусології ім. Д. І. Івановського РАМН (Москва), Військово-медичної академії ім. С. М. Кірова (С-Петербург). У дослідженнях взяли участь 1100 пацієнтів. Були проведені рандомізовані сліпі плацебо-контрольовані багатоцентрові дослідження терапевтичної ефективності препарату. Однак ці дослідження проведені без дотримання сучасних норм і на недостатній вибірці для створення достовірного висновку (при дослідженні на дітях були три групи всього по 50—60 чоловік). Також ці дослідження піддавалися критиці за порушення законодавства щодо досліджень на військовослужбовцях та особах з психічними захворюваннями.
На офіційному сайті МОЗ РФ, який присвячений клінічних досліджень лікарських засобів, є відомості про чотири незакінчені клінічні випробуваннях препарату.

### Застосування в міжнародній медицині
Результати клінічних випробувань публікувалися тільки в російській медичній літературі. У США та Західній Європі препарат не застосовується. Препарату немає в списках лікарських засобів Всесвітньої організації охорони здоров'я.

### Спроба включення «Кагоцела» в АТХ закінчилася невдачею
У повідомленні WHO International Working Group for Drug Statistics Methodology на сайті WHO Collaborating Centre for Drug Statistics Methodology Norwegian Institute of Public Health від 28.11.2017 р. «Кагоцелу» було присвоєно новий код Анатомічно-терапевтично-хімічної класифікації (АТС) J05AX22 Kagocel. Навпроти рядка J05AX22 стояла позначка «Final», що означає, що рішення про включення «Кагоцела» в АТХ в 2019 році було остаточним, проте в повідомленні WHO International Working Group for Drug Statistics Methodology від 21.11.2018 р., в якому наводиться загальний список кодів АТХ що включаються до 2019 р, і код J05AX22, і будь-яка згадка про «Кагоцел» відсутні.

## Маркетинг
Активний маркетинг препарату «Кагоцел» був відзначений низкою російських премій в галузі реклами: БРЕНД РОКУ / EFFIE, 2011).
Агресивна маркетингова політика включає також розсилку матеріалів, підписаних керівництвом підприємства-виробника, в яких містяться погрози переслідувати в суді будь-якого, хто публічно висловить сумнів у ефективності препарату.
Спеціаліст з фармацевтичного маркетинга директор російського відділення Cegedim Strategic Data Давид Мелік-Гусейнов висловився з приводу «Кагоцела», що неправильно, коли одна і та ж компанія і розробляє препарат, і проводить його клінічні випробування у власному закладі, і сама випускає в продаж, і що така практика не повинна існувати.

## Механізм дії препарату
До цього часу не було проведено досліджень, що яким-небудь чином підтверджують механізм дії препарату, втім, виробник заявляє, що основним механізмом дії «Кагоцела» є стимуляція вироблення в організмі сімейства власних білків — інтерферонів (альфа і бета), що забезпечують противірусний та імуномодулюючий ефекти препарату.
Точний механізм, яким «Кагоцел» міг би впливати на вироблення інтерферонів — невідомий.

## Фармакологічні властивості

#### Фармакодинаміка та Фармакокінетика
Незважаючи на те, що здатність «Кагоцела» підвищувати вироблення інтерферонів доведено, зв'язок між виробленням інтерферонів і захистом організму від вірусів залишається клінічно не підтвердженим. Виробник бездоказово заявляє, що «Кагоцел» ефективний навіть при запізнілому лікуванні, не приводячи даних будь-яких клінічних випробувань; подібні заяви суперечать науковій точці зору щодо перебігу вірусних захворювань.

## Побічна дія
Проведені дослідження не дозволяють зробити висновки про відсутність побічних ефектів у препарату.
Віддалені наслідки застосування препарату не вивчалися, хоча саме вони викликають серйозну стурбованість з погляду безпеки. Справа в тому, що госипол (токсичний у вільній формі), що є попередником діючої речовини «Кагоцела», здатний пригнічувати сперматогенез і навіть вивчався в клінічних дослідженнях як чоловічий контрацептив. При цьому приблизно в 20 % випадків вплив госипола на сперматогенез мало незворотний характер, що передбачало його застосування тільки у чоловіків, що «завершили створення сімей або тих, хто допускає необоротну безплідність».
У 1998 році дослідницька група ВООЗ з методів регулювання чоловічої фертильності, розглянувши результати досліджень госиполу, прийшла до висновку, що ризик від його застосування перевищує користь, у зв'язку з чим його використання в чистому вигляді як контрацептиву було заборонено.

## Протипоказання
Підвищена індивідуальна чутливість, вагітність, вік до 3 років, дефіцит лактази, непереносимість лактози, глюкозо-галактозна мальабсорбція.

## Критика
Кагоцел — один з препаратів, у яких є авторитетний покровитель (академік або чиновник МОЗ РФ), широка рекламна кампанія, ареал розповсюдження в межах Росії і колишнього Радянського Союзу і відсутність доказової бази на рівні світових стандартів. Те, що подається як сліпе плацебо-контрольоване дослідження ефективності препарату, являє собою не наукову статтю в рецензованому журналі, але матеріали колоквіуму в журналі «Лікуючий лікар».